# Towarzystwo Daina

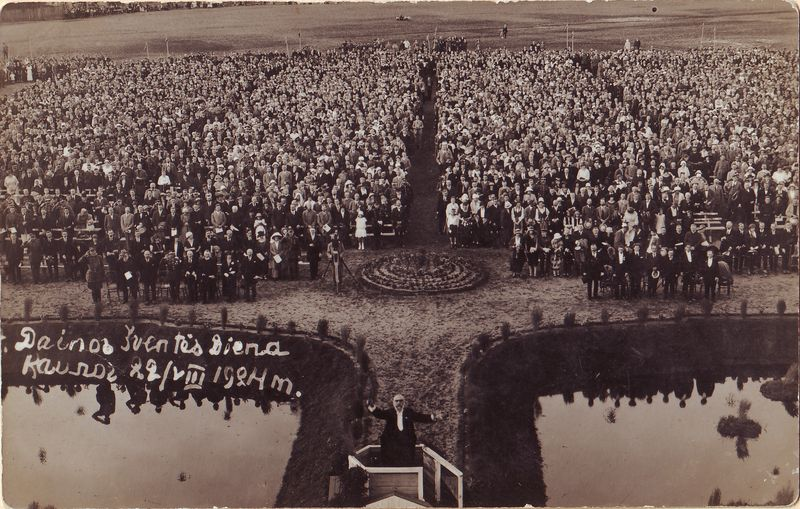
I Litewskie Święto Pieśni i Tańca, 1924 r. Dyrygent w centrum: Juozas Naujalis, założyciel Towarzystwa Daina

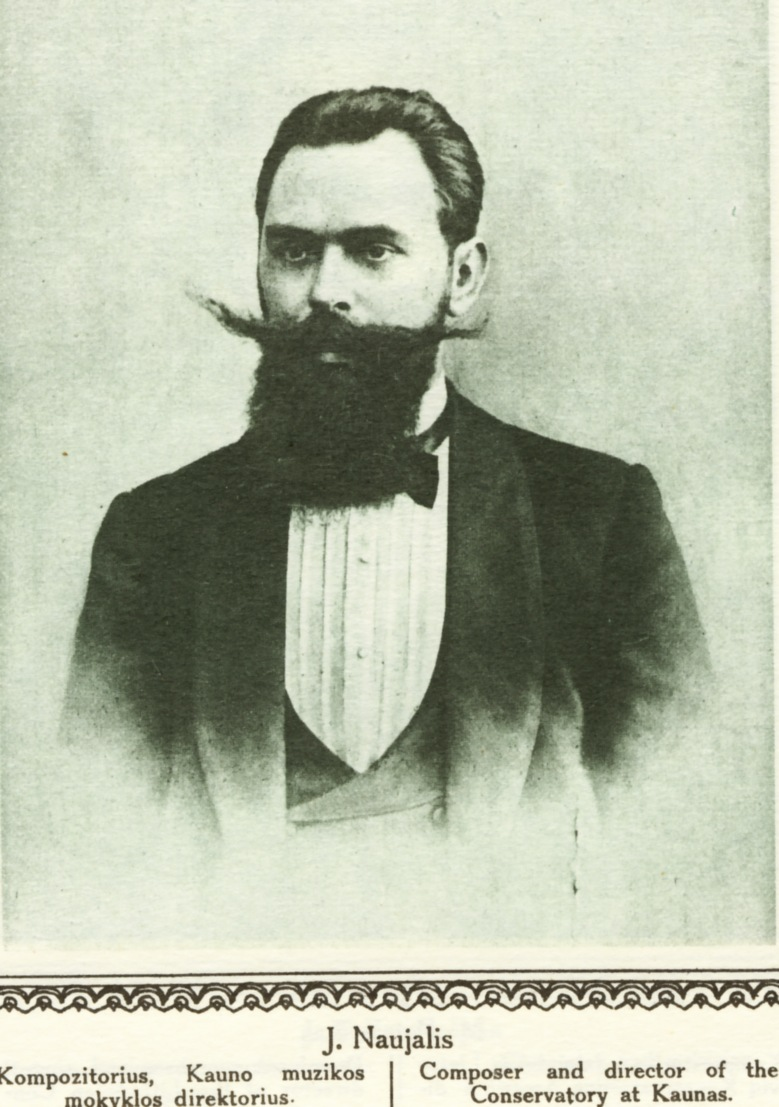
Juozas Naujalis, założyciel Towarzystwa Daina

Towarzystwo Daina  (lit. „Dainos“ draugija) – litewskie stowarzyszenie kulturalne promujące pieśni i tradycje ludowe. Nazwa pochodzi od litewskiego słowa daina, oznaczającego pieśń.

## Historia
Towarzystwo Daina zostało założone nielegalnie w 1899 r. w Kownie przez kompozytora Juozasa Naujalisa, a zalegalizowane i zarejestrowane przez władze carskie 19 marca 1905 r.

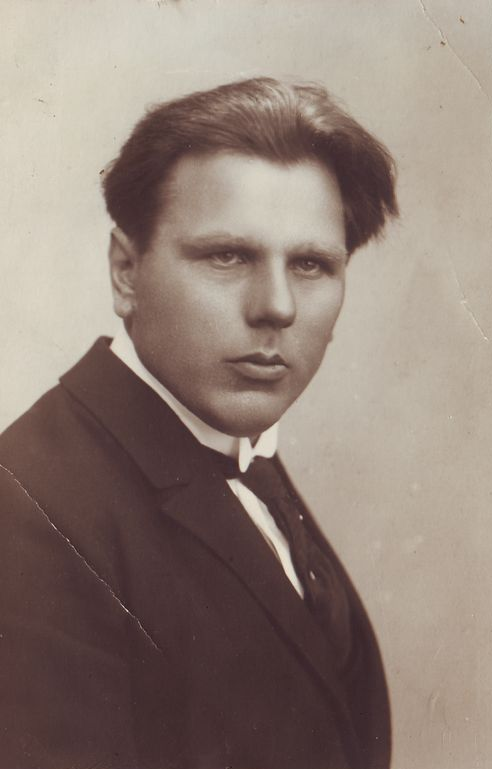
Stasys Šimkus - kompozytor zaangażowany w działalność Towarzystwa Daina

Do 1944 r. Towarzystwo prowadziło własny chór (50–75 śpiewaków), kwartet smyczkowy i amatorski teatr, organizując koncerty, przedstawienia teatralne oraz wieczory z wykładami i odczytami. Do wybuchu I wojny światowej przygotowało ponad 50 wydarzeń kulturalnych, m.in. sztuki dramatyczne i koncerty charytatywne. Działalność organiacji została zawieszona w 1919 r., ale chór stowarzyszenia odrodził się w 1920 r. dzięki zaangażowaniu m.in. kompozytora Stasysa Šimkusa. 
W 1924 r. Daina zainicjowało I Litewskie Święto Tańca i Pieśnien, a w szczytowym okresie międzywojennym (1925) liczyło ponad 400 członków i miało 22 oddziały w całym kraju. Mimo okupacji radzieckiej  od czerwca 1940 r., Daina wciąż organizowała koncerty – zmieniając repertuar na pieśni rewolucyjne – i działała aż do 1944 r., kiedy to towarzystwo zostało ostatecznie rozwiązane. 

## Władze
Na czele stowarzyszenia przez lata stały następujące osoby:

- Rokas Šliūpas (1904–1906)
- Jonas Stonkus (1907–08)
- Petras Leonas (1908–1914)
- Romanas Chodakauskas (1913–1915)
- Antanas Pranaitis (1917–1919)
- Pranas Butkus (1920)

- Klimas Prielgauskas (1921)
- Jurgis Štuopis (1922)
- Juozas Gaidamavičius (1923)
- Jonas Žilevičius (1924–1925)
- Jonas Bendorius (1925–1934)
- Zigmas Bačelis (1935–1940)
- Paulina Girdzijauskienė (1940)